# Croton roborensis
Croton roborensis är en törelväxtart som beskrevs av Paul Carpenter Standley. Croton roborensis ingår i släktet Croton och familjen törelväxter. Inga underarter finns listade i Catalogue of Life.